# Grand Stade de Tanger
El Gran Stade de Tanger, també conegut com a Stade Ibn Battouta (àrab: ملعب ابن بطوطة, Malʿab Ibn Baṭṭūṭa, ‘Estadi d'Ibn Battuta’) és un estadi multiusos de la ciutat de Tànger, al Marroc. La capacitat actual de l'estadi, l'any 2023, és de 68.000 espectadors després de la finalització de les obres d'ampliació de l'estadi i la incorporació de grades addicionals. Hi juga com a local l'equip de futbol de la ciutat, l'Ittihad Riadhi.
L'estadi va ser construït per disputar la Copa d'Àfrica de Nacions 2015 que s'havia de celebrar al Marroc. Fou inaugurat el 26 d'abril de 2011 amb un partit amistós entre l'Atlètic de Madrid i l'Ittihad Riadhi de Tànger i un altre partit amistós entre l'Atlètic de Madrid i el Raja de Casablanca. La Supercopa de França de 2011 també va ser disputada en aquest estadi.